# آنخل دیلبرت
آنخل دیلبرت (انگلیسی: Ángel Dealbert؛ زادهٔ ۱ ژانویهٔ ۱۹۸۳) بازیکن فوتبال اهل اسپانیا است.
وی در حال حاضر در باشگاه بنی یاس توپ می زند.